# Philiris caelestis
Philiris caelestis är en fjärilsart som beskrevs av Sands 1979. Philiris caelestis ingår i släktet Philiris och familjen juvelvingar. Inga underarter finns listade i Catalogue of Life.